# Scheldeprijs 2002
De 90e editie van de Scheldeprijs werd gereden op woensdag 24 april 2002 over een afstand van 205 km. Lotto-Adecco-renner Robbie McEwen won de wedstrijd voor Tom Steels en Stefan van Dijk.

## Uitslag
| Scheldeprijs 2002 |                  |                         |            |
| Plaats            | Naam             | Ploeg                   | Tijd       |
| Winnaar           | Robbie McEwen    | Lotto-Adecco            | 4u 54' 00" |
| 2                 | Tom Steels       | Mapei-QuickStep         | z.t.       |
| 3                 | Stefan van Dijk  | Lotto-Adecco            | z.t.       |
| 4                 | Michel Vanhaecke | Landbouwkrediet-Colnago | z.t.       |
| 5                 | Oleg Grisjkin    | Navigators Cycling Team | z.t.       |
| 6                 | Ján Svorada      | Lampre-Daikin           | z.t.       |
| 7                 | Mauro Zanetti    | Index-Alexia            | z.t.       |
| 8                 | Ludovic Capelle  | Ag2r Prévoyance         | z.t.       |
| 9                 | Rudie Kemna      | Bankgiroloterij-Batavus | z.t.       |
| 10                | Nico Mattan      | Cofidis                 | z.t.       |